# Arrigo Boito
Arrigo Boito (Padova, 1842. február 24. – Milánó, 1918. június 10.) olasz librettista, zeneszerző, író és költő. Legismertebb műve a Mefistofele című opera.

## Életútja
A milánói konzervatóriumban tanult hegedűt, zongorát és zeneszerzést. 1868-ban mutatták be egyetlen befejezett operáját, a Mefistofelét. Az opera megbukott, állítólagos wagnerizmusa miatt összetűzések és párbajok alakultak ki, és a rendőrség két előadás után betiltotta előadását. A javított és húzott változat azonban nagy sikert aratott, ma is gyakran játsszák és rögzítik lemezre.
Ezen felül Boito nem sok zenét szerzett. Írt ugyan egy másik operát is, Ero e Leandro címmel, ezt azonban később megsemmisítette, a Nerone című dalművet pedig befejezetlenül hagyta. Eltekintve az utolsó felvonástól, amelyekből Boito csak néhány vázlatot készített, a Neronét Arturo Toscanini és Vincenzo Tommasini fejezte be, és 1924-ben mutatták be a Scalában.
Nemcsak saját műveihez, hanem más zeneszerzők operáihoz is írt szövegkönyvet. Ezek közül a leghíresebbek Giuseppe Verdi Falstaffja és Otellója, továbbá Amilcare Ponchielli La Giocondája (ez utóbbit Tobia Gorrio álnéven írta). Fordított is operaszövegkönyveket, például Weber A bűvös vadászának, valamint Wagner Rienzijének librettóját.
Boito 1889-től 1897-ig a parmai konzervatórium igazgatója volt.

## Magyarul
- Mefistofelos. Opera; ford. Radó Antal; Pfeifer, Bp., 1882 (A Nemzeti Színház könyvtára)
- Verdi József: Othello. Opera; szöveg Boito Arrigo, ford. Radó Antal; Pfeifer, Bp., 1888 (Magyar Királyi Operaház könyvtára)
- Giuseppe Verdi: Otello. Opera; szöveg Boito Arrigo, ford. Kardos István; Globus, Bp., 1919
- Giuseppe Verdi: Falstaff. Vígopera. Szövegkönyv; szöveg Arrigo Boito, ford. Lányi Viktor; Csáthy, Debrecen–Bp., 1928 (Magyar Királyi Operaház Szövegkönyvei)
- Giuseppe Verdi: Otello; szöveg Arrigo Boito, ford. Blum Tamás, Mészöly Dezső, szerk. Till Géza; Zeneműkiadó, Bp., 1959 (Operaszövegkönyvek)

## Emlékezete
A Cimitero Monumentalében van eltemetve.